# Crawfordsville (Indiana)
Crawfordsville is een plaats (city) in de Amerikaanse staat Indiana, en valt bestuurlijk gezien onder Montgomery County.

## Demografie
Bij de volkstelling in 2000 werd het aantal inwoners vastgesteld op 15.243.
In 2006 is het aantal inwoners door het United States Census Bureau geschat op 15.150, een daling van 93 (-0,6%).

## Geografie
Volgens het United States Census Bureau beslaat de plaats een oppervlakte van
21,7 km², geheel bestaande uit land. Crawfordsville ligt op ongeveer 221 m boven zeeniveau.

## Plaatsen in de nabije omgeving
De onderstaande figuur toont nabijgelegen plaatsen in een straal van 16 km rond Crawfordsville.

## Geboren
- Joseph Allen (1937), astronaut